# HEAVEN (HIMの曲)
「HEAVEN」（ヘヴン）は、1996年12月1日発売のHIMの7枚目のシングル。

## 解説
- 8cmCDシングル（短冊型）形態でリリース。
- HIMとしての最後のシングルである（2010年8月現在）。
- ボーカル素材とミックスがそれぞれ異なるオリジナル音源と、初期のTVサイズ音源が存在する。
- 今作から突如、SHUNGOのクレジットが、それまでの"HIMK"表記から"SHUNGO"（テレビ等での表記では"SHUNGO.M"）へと変更されている。

## 収録曲
1. HEAVEN
（作詞:SHUNGO / 作曲:H.IJICHI / 編曲:Y.MIZUSHIMA）
2. HEAVEN(ORIGINAL KARAOKE)
（作曲:H.IJICHI / 編曲:Y.MIZUSHIMA）

## タイアップ
- NHKアニメーション『YAT安心!宇宙旅行』オープニングテーマ

## 収録アルバム
- HIM 2ndアルバム『HIMIX A2Z』（1997年6月21日）
  - ORIGINAL MIX
- サウンドトラック『YAT安心!宇宙旅行 SOUNDTRACK』（1997年2月21日）
  - ORIGINAL MIX
- サウンドトラック『YAT安心!宇宙旅行 SOUNDTRACK 2』（1997年9月21日） 
  - 「HEAVEN(TV SIZE VERSION)」収録